# O Gato (2003)
O Gato (The Cat in the Hat) é um filme de 2003 baseado no livro homônimo da autoria do Dr. Seuss (criador de Grinch), autor conhecido nos EUA por suas famosas histórias infantis.
O filme estreou nos EUA em 21 de novembro de 2003, e contou com a direção de Bo Welch, com Mike Myers e Dakota Fanning estrelando a adaptação. O filme recebeu por maior parte críticas negativas em todos os territórios, pelo fato de haver conteúdo adulto e humor negro, o que o levou a ser nomeado a 8 Framboesa de Ouro.

## Sinopse
O filme conta a história de duas crianças normais, Sally (Dakota Fanning) e Conrad (Spencer Breslin), que em um suposto dia comum encontram um enorme gato falante (Mike Myers), que usa uma cartola vermelha e branca. O Gato, junto com o peixe de estimação também falante e os agitados assistentes do felino, Coisa 1 e Coisa 2, mostram para as crianças como podem ter um dia com muita diversão e brincadeiras. Mas o cachorro Nevins acaba fugindo e eles irão viver grandes aventuras tentando recuperá-lo.

## Elenco
- Mike Myers...... O Gato
- Kelly Preston...... Joan Walden
- Dakota Fanning...... Sally Walden
- Amy Hill...... Sra. Kwan
- Alec Baldwin...... Lawrence  Quinn
- Sean Hayes...... Hank Humberfloob/Peixe (voz)
- Spencer Breslin...... Conrad Walden
- Steven Anthony Lawrence...... Schweitzer
- Dan Castellaneta...... Coisa 1/Coisa 2 (voz)
- Paris Hilton...... Dançarina
- Clint Howard...... Kate
- Frank Welker...... Cachorro Nevins (voz)
- Candace Brown...... Secretária
- Victor Brandt...... Narrador

## Recepção
O filme recebeu muitas críticas negativas. O maior portal on-line de críticas, Rotten Tomatoes; teve uma aprovação de cerca de 12%, com uma classificação D+ avaliada pelos críticos. Nas bilheterias, o filme conseguiu recuperar o valor do orçamento, estimado em US$109 milhões de dólares, com uma arrecadação mundial de US$139 milhões de dólares. No review de Common Sense Media, Nell Minow deu duas estrelas e criticou a subtrama do filme. Minow disse que foi uma escolha "duvidosa" para as idades 5 até 7 anos, porque o filme era maduro demais para as crianças e aos fãs que leram o livro devido às mensagens subliminares, violência, linguagem, piadas de duplo sentido e referências às drogas. No IGN, Steve Head deu duas estrelas e disse "A Universal cuspiu uma imensa bola de pêlos".[carece de fontes?]
Após o lançamento do filme, Audrey Geisel, a viúva do Dr. Seuss, não permitiu que mais nenhum filme em live-action baseado num livro do marido fosse produzido, sendo cancelada a sequela. Desde então foram apenas produzidas três animações, Horton e o Mundo dos Quem em 2008 , Lorax - Em Búsca da Trufula Perdida e The Grinch (2018).

## Trilha Sonora
A trilha sonora do filme foi composta por David Newman e lançada em CD em algum momento em 2003. foi totalizado em 16 faixas.
| N.º | Título                                 | Duração |  |
| 1.  | "Main Title - The Kids"                | 8:07    |  |
| 2.  | "Getting Better"                       | 2:24    |  |
| 3.  | "The Cat"                              | 3:51    |  |
| 4.  | "Two Things/Couch Jumping/Leaky Crate" | 5:16    |  |
| 5.  | "Millitary Academy Seduction"          | 3:03    |  |
| 6.  | "Mrs. Kwan/Mom Leaves"                 | 2:12    |  |
| 7.  | "Surfer Cat - The Phunometer"          | 2:24    |  |
| 8.  | "Fun, Fun, Fun"                        | 2:38    |  |
| 9.  | "The Contract"                         | 1:54    |  |
| 10. | "Oven Explodes - "Clean Up This Mess"" | 1:37    |  |
| 11. | "Things Wreck the House"               | 2:52    |  |
| 12. | "Larry The Slob"                       | 3:10    |  |
| 13. | "Birthday Party"                       | 2:11    |  |
| 14. | "S.L.O.W Drive"                        | 2:33    |  |
| 15. | "Rescuing Nevens"                      | 4:28    |  |
| 16. | "Clean Up"                             | 0:23    |  |